# Jüdischer Friedhof (Weinsheim)

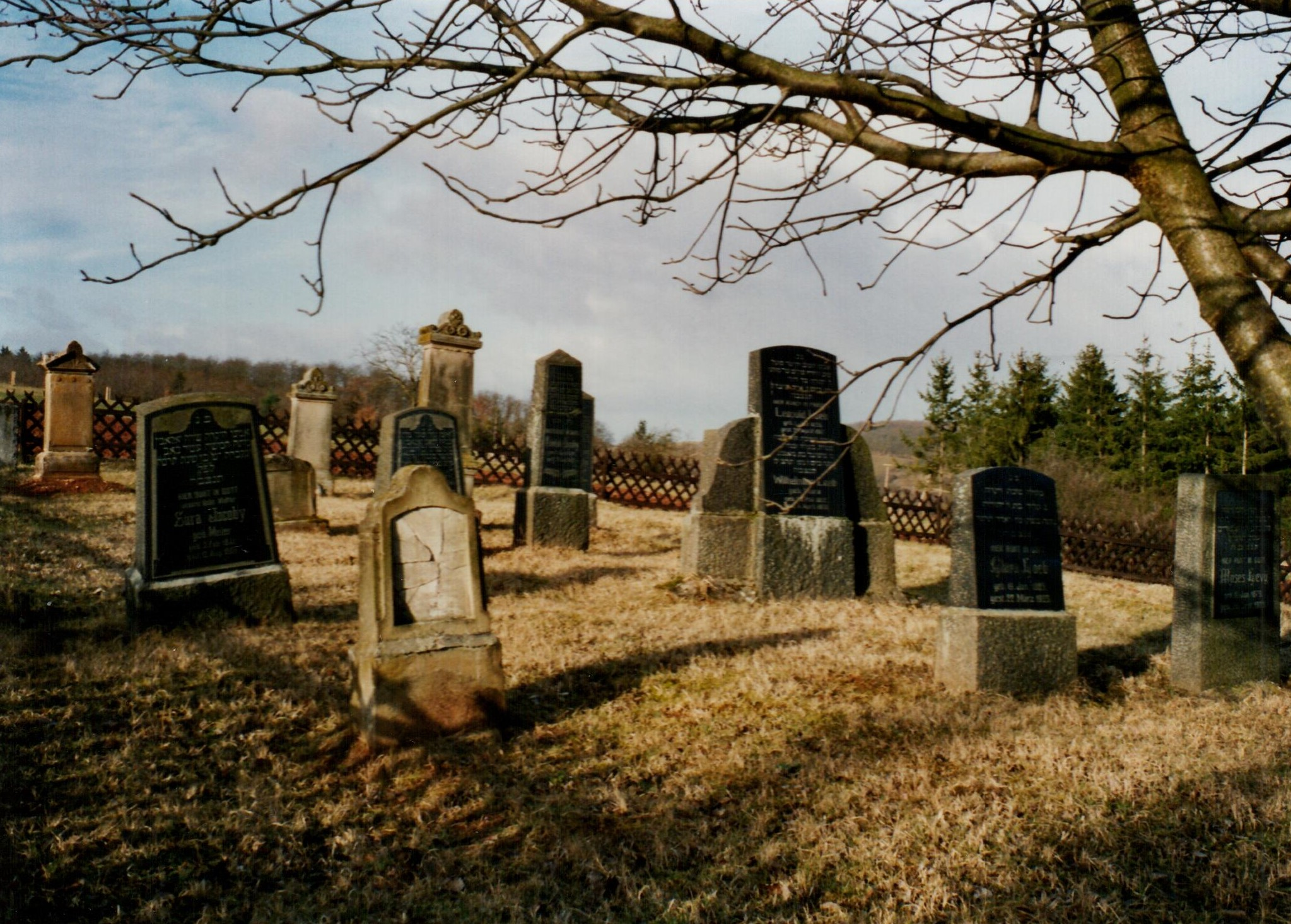
Jüdischer Friedhof in Weinsheim

Der Jüdische Friedhof Weinsheim ist ein Friedhof in der Ortsgemeinde Weinsheim im Landkreis Bad Kreuznach in Rheinland-Pfalz. 
Der jüdische Friedhof liegt südlich des Ortes in der Gemarkung „An der Leimkaut“. Er kann über den Scholländer Weg erreicht werden.
Auf dem 550 m² großen Friedhof, der um 1830/40 angelegt und bis zum Jahr 1930 belegt wurde, befinden sich 21 Grabsteine. Im Jahr 1955 wurde der Friedhof geschändet. Im Jahr 1961 wurde ein Gedenkstein für die in der Zeit des Nationalsozialismus ermordeten Weinsheimer Juden aufgestellt. Text des Gedenksteins: 
Den durch nat.soz. Verfolgungsmaßnahmen umgekommenen jüdischen Bürgern der Gemeinde Weinsheim zum Gedenken. Max Braun  Amalie Braun  Eugen Braun  Irene Braun  Moses Hirsch  Susanne Hirsch  Werner Hirsch  Moritz Mayer  Max Mayer.